# Vale de Figueira (São João da Pesqueira)
Vale de Figueira es una freguesia portuguesa del concelho de São João da Pesqueira, con 10,39 km² de superficie y 585 habitantes (2001). Su densidad de población es de 56,3 hab/km².